# Fußball-Weltmeisterschaft 1990/Tschechoslowakei
Dieser Artikel behandelt die tschechoslowakische Fußballnationalmannschaft bei der Fußball-Weltmeisterschaft 1990.

## Qualifikation
| Luxemburg        | - | Tschechoslowakei | 0:2 |
| Tschechoslowakei | - | Belgien          | 0:0 |
| Belgien          | - | Tschechoslowakei | 2:1 |
| Tschechoslowakei | - | Luxemburg        | 4:0 |
| Schweiz          | - | Tschechoslowakei | 0:1 |
| Tschechoslowakei | - | Portugal         | 2:1 |
| Tschechoslowakei | - | Schweiz          | 3:0 |
| Portugal         | - | Tschechoslowakei | 0:0 |

## Tschechoslowakisches Aufgebot
| Nr.               | Name             | Verein vor WM-Beginn     | Geburtstag | Spiele   | Tore     | Gelbe Karte | Rote Karte |
| Torhüter          | Torhüter         | Torhüter                 | Torhüter   | Torhüter | Torhüter | Torhüter    | Torhüter   |
| ----------------- | ---------------- | ------------------------ | ---------- | -------- | -------- | ----------- | ---------- |
| 1                 | Jan Stejskal     | Sparta Prag              | 15.01.1962 | 5        | 0        | 0           | 0          |
| 21                | Luděk Mikloško   | West Ham United          | 09.12.1961 | 0        | 0        | 0           | 0          |
| 22                | Petr Paluch      | Plastika Nitra           | 17.02.1958 | 0        | 0        | 0           | 0          |
| Abwehrspieler     |                  |                          |            |          |          |             |            |
| 2                 | Július Bielik    | Sparta Prag              | 08.03.1962 | 2        | 0        | 0           | 0          |
| 3                 | Miroslav Kadlec  | FC Vítkovice             | 22.06.1964 | 5        | 0        | 1           | 0          |
| 5                 | Ján Kocian       | FC St. Pauli             | 13.03.1958 | 4        | 0        | 1           | 0          |
| 6                 | František Straka | Borussia Mönchengladbach | 28.05.1958 | 3        | 0        | 2           | 0          |
| 8                 | Jozef Chovanec   | PSV Eindhoven            | 07.03.1960 | 5        | 0        | 1           | 0          |
| 12                | Petr Fieber      | DAC Dunajská Streda      | 16.05.1964 | 0        | 0        | 0           | 0          |
| 15                | Vladimír Kinier  | ŠK Slovan Bratislava     | 06.04.1958 | 1        | 0        | 0           | 0          |
| Mittelfeldspieler |                  |                          |            |          |          |             |            |
| 4                 | Ivan Hašek       | Sparta Prag              | 06.09.1963 | 5        | 1        | 1           | 0          |
| 7                 | Michal Bílek     | Sparta Prag              | 13.04.1965 | 5        | 2        | 1           | 0          |
| 9                 | Luboš Kubík      | AC Florenz               | 20.01.1964 | 4        | 1        | 2           | 0          |
| 11                | Ľubomír Moravčík | Plastika Nitra           | 22.06.1965 | 5        | 0        | 2           | 1          |
| 13                | Jiří Němec       | Dukla Prag               | 15.05.1966 | 0        | 0        | 0           | 0          |
| 14                | Vladimír Weiss   | FK Inter Bratislava      | 22.09.1964 | 3        | 0        | 0           | 0          |
| 16                | Viliam Hýravý    | Baník Ostrava            | 26.11.1962 | 0        | 0        | 0           | 0          |
| 20                | Václav Němeček   | Sparta Prag              | 25.01.1967 | 3        | 0        | 0           | 0          |
| Stürmer           |                  |                          |            |          |          |             |            |
| 10                | Tomáš Skuhravý   | Sparta Prag              | 07.09.1965 | 5        | 5        | 1           | 0          |
| 17                | Ivo Knoflíček    | FC St. Pauli             | 23.02.1962 | 5        | 0        | 1           | 0          |
| 18                | Milan Luhový     | Dukla Prag               | 01.01.1963 | 1        | 1        | 0           | 0          |
| 19                | Stanislav Griga  | Sparta Prag              | 04.11.1961 | 1        | 0        | 0           | 0          |
| Trainer           |                  |                          |            |          |          |             |            |
|                   | Jozef Vengloš    |                          | 18.02.1936 |          |          |             |            |

## Spiele der tschechoslowakischen Mannschaft

### Vorrunde
- Vereinigte Staaten –  Tschechoslowakei 1:5 (0:2)

Stadion: Stadio Comunale (Florenz)
Zuschauer: 33.266
Schiedsrichter: Röthlisberger (Schweiz)
Tore: 0:1 Skuhravý (25.), 0:2 Bílek (39.) 11 m, 0:3 Hašek (50.), 1:3 Caligiuri (61.), 1:4 Skuhravý (78.), 1:5 Luhový (90.)
- Österreich –  Tschechoslowakei 0:1 (0:1)

Stadion: Stadio Comunale (Florenz)
Zuschauer: 38.962
Schiedsrichter: Smith (Schottland)
Tore: 0:1 Bílek (30.) 11 m
- Italien –  Tschechoslowakei 2:0 (1:0)

Stadion: Olympiastadion Rom
Zuschauer: 73.303
Schiedsrichter: Quiniou (Frankreich)
Tore: 1:0 Schillaci (9.), 2:0 Baggio (78.)
Gastgeber Italien tat sich in der Gruppe A gegen die Außenseiter Österreich und USA bei den 1:0-Erfolgen noch recht schwer, doch gegen den vermeintlich stärksten Gegner, die ČSFR, glückte ein 2:0-Sieg, bei dem der schon als Matchwinner gegen Österreich hervorgetretene und eigentlich nur als Ergänzungsspieler in den Kader aufgenommene Salvatore ‚Toto’ Schillaci erneut ins Tor traf. Die Tschechoslowaken trumpften beim 5:1 gegen die USA auf, hielten auch Österreich mit 1:0 auf Distanz und wurden Zweiter der Gruppe.

### Achtelfinale
| 47.673 | Stadio San Nicola (Bari) | Tschechoslowakei | Costa Rica | Kirschen (DDR) | 4:1 (1:0) | 1:0 Skuhravý (12.) 1:1 González (54.) 2:1 Skuhravý (63.) 3:1 Kubík (75.) 4:1 Skuhravý (82.) |

Tomas Skuhravý, Torjäger der ČSFR, schoss mit seinen drei Treffern Costa Rica fast im Alleingang ab. Eine Stunde lang hatten die Mittelamerikaner die Begegnung noch ausgeglichen gestalten können, dann setzte sich die Spielstärke der Osteuropäer durch. Mit 4:1 fiel der Sieg letztlich eindeutig aus.

### Viertelfinale
| 73.347 | Giuseppe-Meazza-Stadion (Mailand) | Deutschland | Tschechoslowakei | Kohl (Österreich) | 1:0 (1:0) | 1:0 Matthäus (25.) 11 m |

Deutschland musste sich mit der gegen Costa Rica so furios aufspielenden ČSFR messen. Lothar Matthäus brachte den Favoriten per Foulelfmeter in der 24. Minute in Führung und die Deutschen beherrschten den Gegner über weite Strecken der Begegnung, doch im Abschluss konnten Völler und Klinsmann an diesem Tag nicht überzeugen. Im Gegenteil: Die Tschechoslowaken bekamen trotz des Platzverweises von Moravčík (70. wegen ‚ungebührlichen Schuhschleuderns’) in der Schlussphase noch einmal Oberwasser und erspielten sich zu zehnt noch einige Torchancen. Mit Mühe erreichten die Deutschen das Halbfinale.